# Hans-Helmut Decker-Voigt

Hans-Helmut Decker-Voigt

Hans-Helmut Decker-Voigt (* 17. März 1945 in Celle) ist ein deutscher Ausdruckstherapeut, Musiktherapeut, Hypnose-Therapeut, Supervisor, Schriftsteller und Publizist.

## Leben
Hans-Helmut Decker-Voigt wuchs in einem Celler Pfarrhaus auf. Nachdem er in Deutschland Musik studiert hatte, und an schließend Erziehungswissenschaften bis zum Vordiplom, folgte in den Vereinigten Staaten des Masterstudium in Ausdrucks- und Musiktherapie am Lesley College/heute Lesley University Cambridge, Austauschhochschule des Deutschen Akademischen Austauschdienstes DAAD.  1985 schrieb er eine Dissertation in Psychologie (deutsche Übersetzung bei Goldmann, München erschienen „Aus der Seele gespielt“), in der BRD nicht nostrifiziert, daher schrieb er eine zweite Promotion in Musikwissenschaft zum Thema Musik in der Entwicklungspsychologie „Mit Musik ins Leben – Musik in Schwangerschaft und früher Kindheit“ (Ariston/Hugendubel, Reinhardt München).
1971 war er Gründungsmitglied des Verbandes deutscher Schriftsteller (VS) und schrieb neben seinen wissenschaftsbezogenen Büchern Romane und Erzählungen (seit 2015 die Romantrilogie "Das Pfarrhaus").
Im Jahr 1969 übernahm Decker-Voigt die Geschäftsführung des Landesverbandes der Musikschulen in Baden-Württemberg und 1970/71 das Amt des Direktors der Musikschule für Kreis und Stadt Uelzen. Bis 1975 arbeitete er als Fachhochschullehrer für Musik an der evangelischen Fachhochschule für Sozialpädagogik in Düsseldorf-Kaiserswerth. Im Jahr 1978 übernahm er das Amt eines lehrbeauftragten Professors für Musiktherapie der Musikhochschule Hamburg und eines Werk- und Forschungsbeauftragten für Musiktherapie an der Medizinischen Hochschule Hannover.
Von 1985 bis 1989 hatte er eine C3-Professur in Hamburg inne. Decker-Voigt war Mitbegründer des Instituts für Musiktherapie der Hochschule für Musik und Theater Hamburg, außerdem dessen Direktor von 1990 bis 2010. Er erhielt eine C4-Professur und ist dort nach seiner Emeritierung Senior-Professor.
Von 1996 bis 2015 war er Präsident der Akademie für Künstlerische Therapien der Herbert-von-Karajan-Stiftung Berlin, dann Köln (später aufgegangen in den Salzburger Festspielen).
Von 1994 bis 1996 war er General Chairman der World Association of Musictherapy (WFMT).
1996 war er Präsident des 8. Weltkongresses der World Federation of Music Therapy im Congress Centrum Hamburg unter der Schirmherrschaft von Bundeskanzler a. D. Helmut Schmidt.
Decker-Voigt ist seit 2007 Ehrenprofessor (zusammen mit dem Cellisten Mistlav Rostropovich) der L.-u. M. Rostropovich-Hochschule für Musik Orenburg/Rus, seit 2009 Ehrendoktor der Kunstwissenschaften ebenda, seit 2016 Ehrendoktor der Medizin der Staatl. Medizinischen Universität Orenburg. Weitere Ehrungen: Ehrenpräsident der Ungarischen Musiktherapie-Vereinigung, Ehrenmedaille der ELTE-Universität Budapest. Weitere Ehrungen durch die Tallinn University, Estland, die Women University Japan. Ehrenmitglied der Assoziation der Ärztlichen und Psychologischen Psychotherapeuten mit Sitz in St. Petersburg (Staatl. Med. Metschnikov-Universität) 2021 u,a.

## Veröffentlichungen

### Fachliteratur (Auswahl)
- Aus der Seele gespielt – Einführung in Musiktherapie. Goldmann Verlag, München 2004, ISBN 3-442-13561-3.
- Mit Musik ins Leben. Ernst Reinhardt Verlag, München 2008, ISBN 978-3-497-01928-1.
- Musiktherapie (mit T.Timmermann und D. Oberegelsbacher). UTB Reinhardt, München 2009, ISBN 978-3-497-01974-8.
- Lexikon Musiktherapie. Hogrefe Verlag 1996. Neuausgabe: Hogrefe Verlag, Göttingen 2009, ISBN 978-3-8017-2162-6.
- Buchreihe „Praxis der Musiktherapie“ (Hg. i.Verb. mit H. U. Schmidt und T. Timmermann). Hogrefe Verlag, Göttingen 2009, ISBN 978-3-8017-2198-5.
- Schulen der Musiktherapie. Ernst Reinhardt Verlag, 2001, ISBN 3-497-01574-1.
- Musiktherapeutische Tiefenentspannung (MTE). Eres Edition Lilienthal, 2008, ISBN 978-3-87204-358-0.
- Buchreihe "Therapie und Erziehung durch Musik". Eres Edition Lilienthal, seit 1975,  ISSN 0172-8636.
- Halbjahreszeitschrift "Musik und Gesundsein" (zus. mit R. Spintge, H.U.Schmidt, E. Weymann). Reichert Verlag, Wiesbaden (übernommen von Eres 2010), ISSN 1617-1756.
- Lehrbuch Musiktherapie (zus. Mit D. Oberegelsbacher und T. Timmermann), UTB-Reinhardt, 3. Aufl. 2020 (auch in russischer und chinesischer Übersetzung), ISBN 978-3-8252-5295-3.
- Lexikon Musiktherapie (zus. mit E. Weymann), 3. überarbeitete und erweiterte Ausgabe, Hogrefe, Göttingen 2021, ISBN 978-3-8017-2836-6.

### Belletristische Veröffentlichungen (Auswahl)
- Romantrilogie "Das Pfarrhaus." Shaker Media. Teil 1 mit 2 Bänden, 2014. Band 1: Wen Gott liebt, dem gibt er ein Amt, ISBN 978-3-95631-172-7. Band 2: Dein Körper gehört auch zur Liebe, Kind, ISBN 978-3-95631-189-5. Teil 2 mit 2 Bänden, 2016. Band 1: Vom Haken mit dem Kreuz (Wo, bitte, gehts zum Kasperletheater mit Herrn Hitler?), ISBN 978-3-95631-397-4. Band 2: Vom Kreuz mit den Haken (Feste feiern - Bevor die Männer fallen), ISBN 978-3-95631-556-5.
- Einseitige Liebesgeschichten. Drachenverlag, 2009, ISBN 978-3-927369-41-2.
- Von Landschaftskindern und Lebenskünstlern. Becker-Verlag, 2006, ISBN 3-920079-55-8.
- Du musst zurücktreten, Junge! Drachenverlag, 2008, ISBN 978-3-927369-36-8.
- Vom Selbstmord des Rufmörders. Drachenverlag, 2008, ISBN 978-3-927369-35-1.
- Als Tante Thea einmal weinte. Drachenverlag, 2008, ISBN 978-3-927369-32-0.
- Pummels erste Liebe. Eres-Verlag, Bremen 2004, ISBN 3-934933-09-2.
- Pummel - Entwicklungspsychologie am Beispiel einer Nilpferdkindheit. eres 1993, 2. Auflage. 1998, Eres Edition 2407, ISBN 3-87204-407-9. Als E-Book: Goloseo-Verlag, 2015.
- „Nehmen Sie doch schwarze, Herr Professor, die sind erotischer…“, Von Kompressionsstrümpfen – und andere Geschichten aus (m)einer Reha, Shaker-Media, 2021, ISBN 978-3-95631-890-0.
- Immer dienstags, Leben mit Kolumnen 1980–2020, Erschienen in der Allgemeinen Zeitung der Lüneburger Heide, Becker Verlag Uelzen, 2020, ISBN 978-3-920079-63-9

### CD-Veröffentlichungen / Hörbücher
- Alte Geschichten. Drei (Radio) - Hör - Geschichten aus den Jahren 1976 / 1977. Eres Edition Lilienthal.
- Nicht vor den Kindern auspacken! ...und andere Geschichten zu Advent und Weihnachten. Eres Edition Lilienthal.
- Immer dienstags, Leben mit Kolumnen 1980–2020, Erschienen in der Allgemeinen Zeitung der Lüneburger Heide, EAN: 4039967026613.
- Podcast "Decker-Voigts Kolumnen"